# Anthoxanthum
Anthoxanthum là một chi thực vật có hoa trong họ Hòa thảo (Poaceae).

## Loài
Chi Anthoxanthum gồm các loài: